# Sportvereniging Roda Juliana Combinatie Kerkrade
O Roda JC é um clube de futebol neerlandês. Sua sede fica na cidade de Kerkrade. A equipe disputa a segunda divisão do Campeonato Neerlandês.

## Títulos
- Eredivisie: 1955/1956
- Copa dos Países Baixos: 1996/1997, 1999/2000
- Eerste Divisie: 1972/1973

## Elenco
- Atualizado em 10 de julho de 2020.

Legenda
- : Capitão
- : Jogador suspenso
- : Jogador lesionado

## Uniformes

### Uniformes atuais
| 1º Uniforme | 2º Uniforme | Combinação 1 |